# Paoua Airport
Paoua Airport är en flygplats i Centralafrikanska republiken.   Den ligger i prefekturen Préfecture de l'Ouham-Pendé, i den västra delen av landet, 400 km nordväst om huvudstaden Bangui. Paoua Airport ligger 613 meter över havet.
Terrängen runt Paoua Airport är huvudsakligen platt. Paoua Airport ligger uppe på en höjd. Närmaste större samhälle är Paoua, 1,1 km söder om Paoua Airport.
Omgivningarna runt Paoua Airport är huvudsakligen savann. Runt Paoua Airport är det glesbefolkat, med 18 invånare per kvadratkilometer.